# Paris-Roubaix de 1950
A 48.ª edição da Paris-Roubaix teve lugar a 9 de abril de 1950 e foi vencida pelo italiano Fausto Coppi.

## Classificação final
| Posição | Ciclista         | Equipa             | Tempo      |
| ------- | ---------------- | ------------------ | ---------- |
| 1       | Fausto Coppi     | Bianchi-Ursus      | 6h 18' 48" |
| 2       | Maurice Diot     | Mercier-Hutchinson | + 2' 45"   |
| 3       | Fiorenzo Magni   | Wilier-Triestina   | + 5' 24"   |
| 4       | Charles Coste    | Peugeot            | m. t.      |
| 5       | Gino Sciardis    | Mercier-Hutchinson | + 7' 07"   |
| 6       | Pierre Molinéris | Bottecchia         | + 7' 40"   |
| 7       | André Declerck   | Bertin             | + 7' 54"   |
| 8       | Georges Meunier  | -                  | m. t.      |
| 9       | Georges Claes    | Garin-Wolber       | m. t.      |
| 10      | Marcel Kint      | Mercier-Hutchinson | m. t.      |